# Rio Świna
O rio Świna (em alemão:  Swine; pomerano: Swina) é um rio na Polônia que flui da lagoa Oder para o mar Báltico, entre as ilhas de Usedom e Wolin.  É parte do estuário do rio Oder, e carrega cerca de 75% do fluxo de água daquele rio (do que sobra, o rio Peenestrom carrega 15% e o rio Dziwna, 10%). Ele tem um comprimento de cerca de 16 km. Świnoujście é a principal cidade banhada pelo rio.

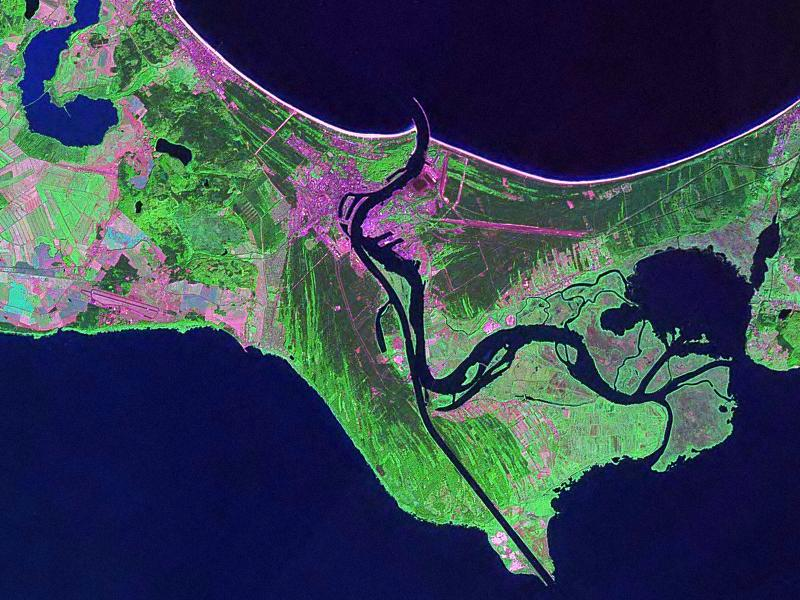
Foto de satélite mostrando o Świna e o canal Piast para a sua parte oeste.

O Império Alemão represou e aumentou a profundidade do rio de 1874-1880 para criar o Kaiserfahrt (canal Piast). Ele ligava a parte norte do Świna diretamente com a lagoa Oder e o porto da Pomerânia de Stettin (Szczecin). O rio, dessa forma, ganhou importância como um caminho direto para a cidade industrial. O território junto ao rio foi transferido da Alemanha para a Polônia após a Segunda Guerra Mundial.